# Cercomantispa nigricornis
Cercomantispa nigricornis är en insektsart som först beskrevs av Navás 1926.  Cercomantispa nigricornis ingår i släktet Cercomantispa och familjen fångsländor. Inga underarter finns listade i Catalogue of Life.